# Neofibularia irata
Neofibularia irata är en svampdjursart som beskrevs av Wilkinson 1978. Neofibularia irata ingår i släktet Neofibularia och familjen Desmacellidae.
Artens utbredningsområde är havet kring Australien. Inga underarter finns listade i Catalogue of Life.